# Amaranth (canción)
«Amaranth» es el segundo sencillo desprendido del álbum Dark Passion Play de la banda finlandesa de metal sinfónico, Nightwish. Es también el segundo en el que la vocalista principal es Anette Olzon. 
El 24 de agosto de 2007, el sitio oficial de la banda informó de que «Amaranth» había logrado estatus de oro en su país nativo, Finlandia, dos días después de su lanzamiento, logrando ventas de más de 5000 copias. El 29 de agosto, fue anunciado en el mismo sitio que la canción había llegado a los primeros puestos de la lista finlandesa de éxitos. El 6 de septiembre, la web también anunció que el sencillo había llegado al puesto #1 de las listas de Hungría y España.
La canción iba a ser inicialmente una pista adicional, así como lo afirmó en la entrevista de Madrid.
El sencillo promociona una canción llamada «While Your Lips Are Still Red», la cual también es promocionada en la película finlandesa "LIEKSA!", que fue lanzada en septiembre de 2007; esta canción no había sido oficialmente lanzada aún, aunque se había filtrado a través de Internet.

## Vídeo musical

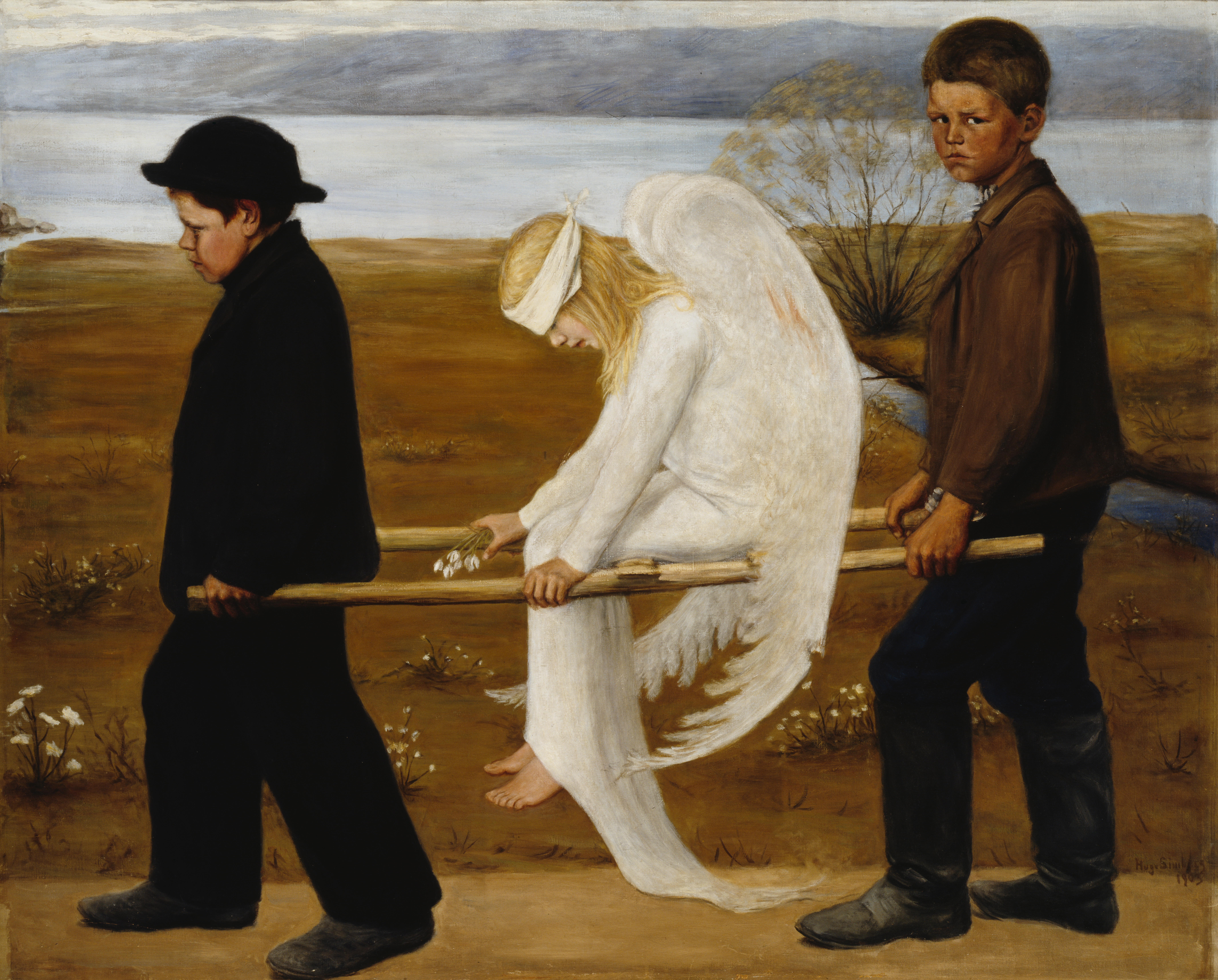
The Wounded Angel.

El vídeo es el primero del álbum "Dark Passion Play", sucedido por Bye Bye Beautiful. En junio de 2007, Anette Olzon dijo que el vídeo (el cual fue lanzado con el sencillo) estaría basado en una pintura finlandesa llamada El ángel herido, la cual fue pintada en el transcurso del siglo XX.

## Lista de canciones

### Versión Spinefarm
La primera versión del sencillo fue presentada por Spinefarm Records el 22 de agosto de 2007. La lista de canciones fue revelada en la página web de la tienda oficial de Nightwish el 21 de junio, tan pronto como las preventas comenzaron. Esta versión incluye dos discos e incluye dos versiones de "Amaranth", y dos versiones de "Eva", (versiones de orquesta y versiones demo).

#### Disco 1
| # | Título                          | Compositor | Duración | Lanzamiento  | Notas                                         |
| - | ------------------------------- | ---------- | -------- | ------------ | --------------------------------------------- |
| 1 | «Amaranth»                      | Holopainen | 03:57    | 22 de agosto |                                               |
| 2 | «Reach»                         | Holopainen | 03:57    | 22 de agosto | Versión demo de "Amaranth", cantada por Marco |
| 3 | «Eva» (Versión orquestral)      | Holopainen | 04:28    | 22 de agosto | Instrumental y orquestral                     |
| 4 | «While Your Lips Are Still Red» | Holopainen | 04:22    | 15 de junio  | canción compuesta para la película LIEKSA!    |

#### Disco 2
| # | Título                          | Compositor | Duración | Lanzamiento  | Notas                                 |
| - | ------------------------------- | ---------- | -------- | ------------ | ------------------------------------- |
| 1 | «Amaranth» (Versión orquestral) | Holopainen | 03:51    | 22 de agosto | Instrumental y orquestral             |
| 2 | «Eva» (Versión demo)            | Holopainen | 04:18    | 22 de agosto | Versión demo de Eva cantada por Marco |

### Versiones de Nuclear Blast
El sencillo fue publicado también por Nuclear Blast el 24 de agosto y después el 31 de agosto. Tres versiones diferentes en audio y un DVD conteniendo el vídeo musical fueron lanzadas. 

#### Disco 1
| # | Título                          | Compositor | Duración | Lanzamiento  | Notas                                         |
| - | ------------------------------- | ---------- | -------- | ------------ | --------------------------------------------- |
| 1 | «Amaranth»                      | Holopainen | 03:57    | 22 de agosto |                                               |
| 2 | «Reach»                         | Holopainen | 03:57    | 22 de agosto | Versión demo de "Amaranth", cantada por Marco |
| 3 | «Eva» (Versión orquestral)      | Holopainen | 04:28    | 22 de agosto | Instrumental y orquestral                     |
| 4 | «While Your Lips Are Still Red» | Holopainen | 04:22    | 15 de junio  | canción compuesta para la película LIEKSA!    |

#### Disco 2
| # | Título                          | Compositor | Duración | Lanzamiento  | Notas                                 |
| - | ------------------------------- | ---------- | -------- | ------------ | ------------------------------------- |
| 1 | «Amaranth» (Versión orquestral) | Holopainen | 03:51    | 22 de agosto | Instrumental y orquestral             |
| 2 | «Eva» (Versión demo)            | Holopainen | 04:18    | 22 de agosto | Versión demo de Eva cantada por Marco |

### Versiones de Nuclear Blast
El sencillo fue publicado también por Nuclear Blast el 24 de agosto y después el 31 de agosto. Tres versiones diferentes en audio y un DVD conteniendo el vídeo musical fueron lanzadas. 

#### Versión 1
| # | Título                          | Compositor | Duración | Lanzamiento  | Notas                                      |
| - | ------------------------------- | ---------- | -------- | ------------ | ------------------------------------------ |
| 1 | «Amaranth»                      | Holopainen | 03:51    | 24 de agosto |                                            |
| 2 | «Reach»                         | Holopainen | 03:57    | 24 de agosto | Versión demo de Amaranth cantada por Marco |
| 3 | «Eva» (Versión orquestral)      | Holopainen | 04:28    | 24 de agosto | Instrumental y orquestral                  |
| 4 | «While Your Lips Are Still Red» | Holopainen | 04:22    | 15 de junio  |                                            |

#### Versión 2
| # | Título                          | Compositor | Duración | Lanzamiento  | Notas                                 |
| - | ------------------------------- | ---------- | -------- | ------------ | ------------------------------------- |
| 1 | «Amaranth»                      | Holopainen | 03:51    | 31 de agosto |                                       |
| 2 | «Amaranth» (Versión orquestral) | Holopainen | 03:51    | 31 de agosto | Versión orquestral de Amaranth        |
| 3 | «Eva» (Versión demo)            | Holopainen | 04:18    | 31 de agosto | Versión demo de Eva cantada por Marco |

#### 2 Disc Digi-Pak
| Disco | # | Título                          | Compositor | Duración | Lanzamiento  | Notas                                      |
| ----- | - | ------------------------------- | ---------- | -------- | ------------ | ------------------------------------------ |
| 1     | 1 | «Amaranth»                      | Holopainen | 03:51    | 31 de agosto |                                            |
| 1     | 2 | «Reach»                         | Holopainen | 03:57    | 31 de agosto | Versión demo de Amaranth cantada por Marco |
| 1     | 3 | «Eva» (versión orquestal)       | Holopainen | 4:28     | 31 de agosto | Instrumental y orquestral                  |
| 1     | 4 | «While Your Lips Are Still Red» | Holopainen | 04:22    | 15 de junio  | canción compuesta para la película LIEKSA! |
| 2     | 1 | «Amaranth»                      | Holopainen | 03:51    | 31 de agosto |                                            |
| 2     | 2 | «Amaranth» (versión orquestal)  | Holopainen | 03:51    | 31 de agosto | Instrumental y orquestral                  |
| 2     | 3 | «Eva» (Versión demo)            | Holopainen | 04:18    | 31 de agosto | Versión demo de Eva cantada por Marco      |

#### DVD
| # | Título                          | Compositor | Duración | Lanzamiento  | Notas |
| - | ------------------------------- | ---------- | -------- | ------------ | --- |
| 1 | «Amaranth»                      | Holopainen | 03:51    | 31 de agosto | 5.1 Video |
| 2 | «Amaranth»                      | Holopainen | 03:51    | 31 de agosto | 2.0 Video |
| 3 | «Amaranth»                      | Holopainen | 03:51    | 31 de agosto | Cómo se hizo el vídeo                                                                                          |
| 4 | «While Your Lips Are Still Red» | Holopainen | 04:22    | 15 de junio  | 2.0 Bonus Video Clip                                                                                           |
| 5 | Slideshow con música de fondo   | Holopainen |          | 31 de agosto | Amaranth - Reach - Eva (orquestal) - While Your Lips Are Still Red - Amaranth (Orquestal) - Eva (versión demo) |

## Reach
El sencillo incluye la canción Reach, versión demo de Amaranth. La canción es cantada por Marco y su coro es diferente. Al ser la canción escrita en el 2006, cuando el grupo contaba sin Anette Olzon, intentaron probar con voz principal a Marco. Más tarde, Anette se unió al grupo y la canción fue editada, el coro fue cambiado para hacerlo más femenino, y la versión final es la canción Amaranth.